# Fentermină
Fentermina este un medicament anorexigen, fiind utilizat în tratamentul obezității severe. Calea de administrare disponibilă este cea orală.
Se utilizează în asociere cu topiramat. Este disponibil în Statele Unite, însă în Europa nu a fost autorizat pentru comercializare, din cauza riscurilor cardiovasculare.